# Скалон Іван Степанович
Іван Степанович Скалон (1775—?) — повітовий маршал дворянства Костянтиноградського повіту.
Іван Степанович Скалон народився у родині надвірного радника Степана Даниловича та його другої дружини Дар'ї Іванівни. Був військовиком, дослужився до звання поручика. Був кавалеров. У 1809–1811 роках обіймав посаду повітового хорунжого Костянтиноградського повіту. Пізніше, у 1812–1815 роках, повітового маршала дворянства. Від дружини Варвари мав сина Якова та дочку Софію. Яків володів селом Скалонівка, яке було назване на честь нього або його батька.